# Losang Palden Tenpa
Losang Palden Tenpa  (1842 - 1849) was de zesde jabzandamba van Mongolië en de vierde van Tibetaanse afkomst. Hij was de tweede jabzandamba die geselecteerd werd met de loterijprocedure van de Gouden urn.
Na zijn selectie werd hij op de leeftijd van vijf jaar naar Urga, het huidige Ulaanbaatar gebracht. Na een verblijf daar van 59 dagen overleed hij. Het overlijden van een jebtsundamba met de omstandigheden waaronder dat gebeurde werd allereerst bericht aan de Chinese keizer, in dit geval Daoguang. Deze zond daarna een bericht naar Lhasa met de opdracht een nieuwe reïncarnatie te selecteren. Tot aan 1793 werd dit bericht aan de dalai lama gezonden; daarna aan de in Tibet aanwezige amban.
Na enkele maanden vertrok een Mongoolse delegatie vanuit Urga naar Lhasa om bij die selectieprocedure aanwezig te zijn. Na de definitieve keus voor de nieuwe jebtsundamba keerde een deel van die Mongoolse delegatie terug naar Urga om dat nieuws bekend te maken. Daarna werd een uitgebreide delegatie vanuit Urga naar Tibet gezonden om de nieuwe incarnatie op de reis vanuit Tibet naar Mongolië te begeleiden.
Er waren dus nogal wat reizen noodzakelijk. De reisduur vanuit Urga naar Lhasa bedroeg gemiddeld 10 maanden. De hele procedure had globaal een tijdsduur van ruim drie jaar. Met name op de reis van een nieuwe jebtsundamba vanuit Tibet naar Urga werd deze vergezeld door honderden monniken en andere personen. Voor de zeer omvangrijke mee te nemen bagage waren aanzienlijke aantallen dragers en lastdieren noodzakelijk. De kosten voor deze en de overige reizen vergden in de toenmalige Mongoolse omstandigheden astronomische bedragen.
Er bestaat een Mongools document dat de extra kosten beschrijft die een van de vier ajmags  (provincies) in Mongolië moest maken voor de reis waarmee Ngawang Losang Chökyi Nyima Tenzin Wongchuk in 1875 vanuit Lhasa naar Urga kwam. Het gaat dan om grote aantallen kamelen, paarden, schapen, tenten, bont en huiden en daarnaast een bedrag van haast 10.000 tael (een tael was een Chinese rekeneenheid, die cica 40 gram zilver waard was).
Het overlijden van een jabzandamba op zo een jeugdige leeftijd betekende ook, dat deze kosten binnen een kort tijdsbestek opnieuw gemaakt moesten worden.